# Saropogon coquilletti
Saropogon coquilletti är en tvåvingeart som beskrevs av Werner Back 1909. Saropogon coquilletti ingår i släktet Saropogon och familjen rovflugor. Inga underarter finns listade i Catalogue of Life.